# Hov1
Gli Hov1 sono una boy band svedese formata nel 2015 e composta da Dante Lindhe, Ludwig Kronstrand, Axel Liljefors Jansson e Noel Flike.

## Storia del gruppo
Gli Hov1 hanno iniziato a pubblicare musica nel 2015, guadagnando notorietà partecipando ad una serie di festival estivi in tutta la Svezia nel corso dell'estate del 2016, fra cui Emmabodafestivalen, Storsjöyran e HudikKalaset.
Il 28 aprile 2017 hanno pubblicato il loro album di debutto, intitolato Hov1, che ha trascorso otto settimane alla vetta della classifica svedese e che ha ottenuto cinque dischi di platino per le oltre 150 000 unità vendute a livello nazionale. L'album è stato supportato da due tournée: l'Abbey Road Tour, nei mesi prima della sua pubblicazione, e l'Almost Famous Tour, nell'estate successiva.
Gli Hov1 hanno ottenuto quattro nomination ai premi Rockbjörnen del 2017, vincendo nella categoria di miglior debutto dell'anno. Ai P3 Guld Awards consegnati a gennaio 2018 sono stati premiati come gruppo dell'anno e miglior artista dal vivo dell'anno.

## Membri
- Dante Lindhe (n. 10 gennaio 1996)
- Noel Flike (n. 13 maggio 1997)
- Ludwig Kronstrand (n. 29 giugno 1997)
- Axel Liljefors Jansson (n. 29 agosto 1997)

## Discografia

### Album in studio
- 2017 – Hov1
- 2018 – Gudarna på Västerbron
- 2019 – Vindar på Mars
- 2020 – Montague
- 2021 – Barn av vår tid
- 2024 – Jag önskar jag brydde mig mer

### Singoli
- 2015 – Hur kan du säga saker
- 2016 – Kärleksbrev
- 2016 – Ska vi?
- 2016 – Hjärtslag
- 2017 – Gråzon
- 2017 – Gift
- 2017 – Pari (con Jireel)
- 2018 – Heartbreak
- 2018 – Gudarna på Västerbron
- 2018 – Hon dansar vidare i livet
- 2018 – Auf wiedersehen
- 2020 – När jag ser dig
- 2020 – Vindar på Mars
- 2021 – Barn av vår tid
- 2021 – Gamora (feat. Einár)
- 2021 – Tokken (feat. Dree Low)
- 2021 – Blå
- 2021 – Flickorna i Båstad
- 2021 – Hit the Club
- 2022 – 30 personer (con Elias Hurtig)
- 2022 – Två steg från helvetet
- 2022 – Alla våra minnen

## Tournée
- 2017 – Abbey Road Tour
- 2017 – Almost Famous Tour